# Lubieszynek Drugi
Lubieszynek Drugi [pronunciación en polaco: /lubjɛˈʂɨnɛk ˈdruɡi/] es un pueblo ubicado en el distrito administrativo de Gmina Nowy Dwór Gdański, dentro del Condado de Nowy Dwór Gdański, Voivodato de Pomerania, en Polonia del norte. Se encuentra aproximadamente a 8 kilómetros al suroeste de Nowy Dwór Gdański y a 32 kilómetros al sureste de la capital regional Gdańsk.
Antes de 1772, el área fue parte de Reino de Polonia, hasta 1919 fue parte de Prussia (y del Imperio alemán), luego fue parte de la Ciudad Libre de Danzig hasta 1939 y finalmente fue parte de Alemania Nazi hasta febrero de 1945. Para la historia de la región, véase Historia de Pomerania.
El pueblo tiene una población de aproximadamente 240 habitantes.